# Henrietta Lacks
Henrietta Lacks (Roanoke, 1º agosto 1920 – Baltimora, 4 ottobre 1951) è stata una donna statunitense afroamericana morta a causa di un tumore, il cui nome è legato a una linea cellulare denominata HeLa.

## Cellule tumorali HeLa
Durante una biopsia le furono prelevate alcune cellule tumorali uterine, successivamente commercializzate con il nome HeLa. Tali cellule sono ad oggi una delle più importanti e diffuse scoperte nell'ambito della ricerca medica genetica, grazie ad alcune caratteristiche che le rendono speciali. Le cellule di Henrietta Lacks riproducevano un'intera generazione in sole 24 ore, e per questo sono dette naturalmente 'immortalizzate', possono cioè essere trasmesse in vitro senza morire. Hanno la particolarità di avere 82 cromosomi, molti di più rispetto alle cellule normali. Queste caratteristiche genetiche sono dovute al fatto che l'enzima telomerasi è stato mutato dal virus del papilloma umano e ciò consente alle cellule di non invecchiare mai.
Si è molto dibattuto sul fatto che la donatrice non fosse stata informata e che quindi non avesse dato alcun consenso. Ancora oggi, la questione è oggetto di discussioni, sia etiche sia economiche. Nel 2013, la situazione si è complicata dopo che il sequenziamento del DNA è stato pubblicato su di una banca dati pubblica con una violazione della privacy anche dei familiari (il DNA è condiviso con i familiari). Quindi, dopo un esame della questione della privacy, è stato raggiunto un accordo con i familiari di Henrietta. Due di loro faranno parte di un comitato di sei membri che esaminerà le richieste dei ricercatori che intendono usare il DNA delle linee cellulari HeLa.

## Omaggi
- Alla vicenda di Henrietta Lacks è ispirato un episodio di Law & Order - I due volti della giustizia, nel quale il donatore inconsapevole di cellule tumorali si chiama Nathan Robinson.
- Una statua di Henrietta Lacks è stata innalzata nell'università di Bristol nel 2021.[5]
- Nella sua città natale le sono state dedicate una scultura e una piazza dove in precedenza si trovava un monumento al generale confederato Robert Edward Lee.[6]